# Esquí alpí als Jocs Olímpics d'hivern de 2010 - Descens femení
Als Jocs Olímpics d'Hivern de 2010 celebrats a la ciutat de Vancouver (Canadà) es disputà una prova de descens femení d'esquí alpí, que unida a la resta de proves conformà el programa oficial dels Jocs.
La prova es disputà el 17 de febrer de 2010 a les instal·lacions de Whistler Blackcomb. Hi participaren un total de 45 esquiadores de 22 comitès nacionals diferents.

## Resum de medalles
| Or           | Argent        | Bronze          |
| Lindsey Vonn | Julia Mancuso | Elisabeth Görgl |

## Resultats

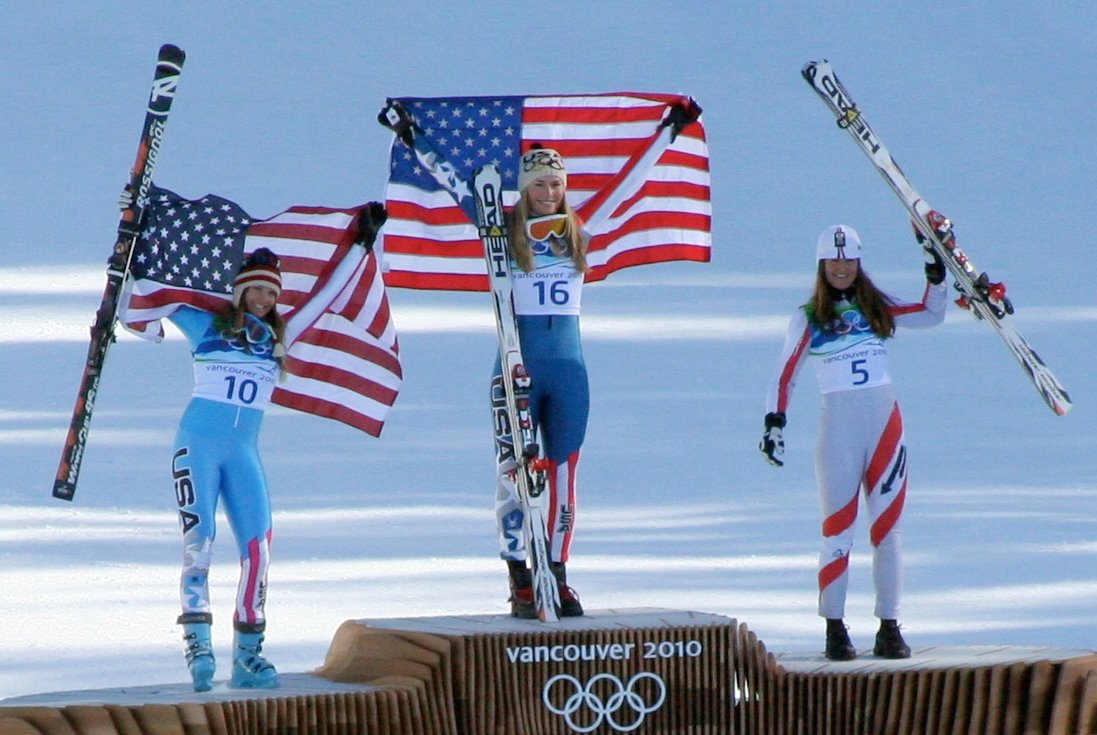
Podi de la prova de descens.

| Pos. | Dorsal | Nom                        | CON          | Temps          | Dif.   |
| ---- | ------ | -------------------------- | ------------ | -------------- | ------ |
| 1    | 16     | Lindsey Vonn               | Estats Units | 1:44.19        |        |
| 2    | 10     | Julia Mancuso              | Estats Units | 1:44.75        | +0.56  |
| 3    | 5      | Elisabeth Görgl            | Àustria      | 1:45.65        | +1.46  |
| 4    | 14     | Andrea Fischbacher         | Àustria      | 1:45.68        | +1.49  |
| 5    | 18     | Fabienne Suter             | Suïssa       | 1:46.17        | +1.98  |
| 6    | 6      | Britt Janyk                | Canadà       | 1:46.21        | +2.02  |
| 7    | 15     | Marie Marchand-Arvier      | França       | 1:46.22        | +2.03  |
| 8    | 22     | Maria Riesch               | Alemanya     | 1:46.26        | +2.07  |
| 9    | 7      | Lucia Recchia              | Itàlia       | 1:46.50        | +2.31  |
| 10   | 27     | Gina Stechert              | Alemanya     | 1:46.93        | +2.74  |
| 11   | 4      | Stacey Cook                | Estats Units | 1:46.98        | +2.79  |
| 12   | 12     | Nadia Styger               | Suïssa       | 1:47.22        | +3.03  |
| 13   | 2      | Chemmy Alcott              | Regne Unit   | 1:47.31        | +3.12  |
| 14   | 28     | Regina Mader               | Àustria      | 1:47.53        | +3.34  |
| 15   | 3      | Carolina Ruiz Castillo     | Espanya      | 1:47.62        | +3.43  |
| 16   | 17     | Emily Brydon               | Canadà       | 1:47.88        | +3.69  |
| 17   | 8      | Aurélie Revillet           | França       | 1:47.92        | +3.73  |
| 18   | 24     | Tina Maze                  | Eslovènia    | 1:47.94        | +3.75  |
| 19   | 9      | Nadja Kamer                | Suïssa       | 1:48.14        | +3.95  |
| 20   | 36     | Maruša Ferk                | Eslovènia    | 1:48.24        | +4.05  |
| 21   | 37     | Shona Rubens               | Canadà       | 1:48.53        | +4.34  |
| 22   | 26     | Johanna Schnarf            | Itàlia       | 1:48.77        | +4.58  |
| 23   | 19     | Ingrid Jacquemod           | França       | 1:48.85        | +4.66  |
| 24   | 32     | Alexandra Coletti          | Mònaco       | 1:48.92        | +4.73  |
| 25   | 29     | Anna Fenninger             | Àustria      | 1:49.95        | +5.76  |
| 26   | 34     | Elena Prosteva             | Rússia       | 1:50.07        | +5.88  |
| 27   | 31     | Šárka Záhrobská            | Txèquia      | 1:50.68        | +6.49  |
| 28   | 39     | Mireia Gutiérrez           | Andorra      | 1:52.67        | +8.68  |
| 29   | 42     | María Belén Simari         | Argentina    | 1:53.62        | +9.43  |
| 30   | 25     | Jessica Lindell-Vikarby    | Suècia       | 1:53.76        | +9.57  |
| 31   | 38     | Macarena Simari            | Argentina    | 1:54.25        | +10.06 |
| 32   | 40     | Agnieszka Gasienica Daniel | Polònia      | 1:55.10        | +10.91 |
| 33   | 45     | Maria Kirkova              | Bulgària     | 1:56.80        | +12.61 |
| 34   | 41     | Noelle Barahona            | Xile         | 1:57.47        | +13.28 |
| 35   | 43     | Anna Berecz                | Hongria      | 1:57.86        | +13.67 |
| 36   | 44     | Lyudmila Fedotova          | Kazakhstan   | 2:01.58        | +17.39 |
| 37   | 1      | Klára Křížová              | Txèquia      | 2:09.27        | +25.08 |
| —    | 33     | Georgia Simmerling         | Canadà       | no finalitzà   | -      |
| —    | 11     | Dominique Gisin            | Suïssa       | no finalitzà   | -      |
| —    | 13     | Daniela Merighetti         | Itàlia       | no finalitzà   | -      |
| —    | 20     | Marion Rolland             | França       | no finalitzà   | -      |
| —    | 21     | Anja Pärson                | Suècia       | no finalitzà   | -      |
| —    | 30     | Elena Fanchini             | Itàlia       | no finalitzà   | -      |
| —    | 35     | Edith Miklos               | Romania      | no finalitzà   | -      |
| —    | 23     | Alice McKennis             | Estats Units | desqualificada | -      |